# Jack Simons
Jack Simons (* 2. April 1945 in Youngstown (Ohio))  ist ein US-amerikanischer Chemiker (Theoretische Chemie, Quantenchemie, besonders von Anionen).
Simons studierte Chemie am Case Institute of Technology mit dem Bachelor-Abschluss 1967 und wurde 1970 an der University of Wisconsin promoviert. Als Post-Doktorand war er am Massachusetts Institute of Technology. Er ist Professor an der University of Utah, an der er seit 1971 ist.
In den 1970er Jahren entwickelte er die Equations of Motion (EOM) Methode für die direkte Berechnung von Elektronen-Affinitäten von Molekülen. Außerdem gehörte seine Gruppe zu den Ersten, die Dipol-gebundene Anionen (in denen das zusätzliche Elektron über das Dipolfeld des Moleküls gebunden ist) berechneten. In den 1980er Jahren berechnete metastabile Zustände molekularer Anionen und den Mechanismus, über den molekulare Anionen innere Rotations- und Vibrationsfreiheitsgrade in die Energie umwandeln, die nötig ist ein Elektron zu emittieren. In den 1980er und 1990er Jahren entwickelte er Methoden, erste und zweite Ableitungen für die Energiefläche molekularer Wellenfunktionen zu entwickeln für das Wandern auf den molekularen Energieflächen um Minima und Übergangszustände zu bestimmen. Außerdem untersuchte seine Gruppe ungewöhnliche molekulare Anionen (wie mehrfach geladene Anionen, hypervalente Anionen, Rydberg-Anregungen, Anionen mit Kohlenstoff in vierfach-koordinierter ebener Anordnung) und in den 2000er Jahren wie Elektronen an DNA und positiv geladene Polypeptide binden und zu deren Fragmentierung beitragen.
Von ihm stammt ein Lehrbuch der Theoretischen Chemie.
2013 erhielt er den Joseph O. Hirschfelder Prize. Er war 1973 Sloan Research Fellow, Camille and Henry Dreyfuß Fellow und 1979 Guggenheim Fellow.  2003 war er Mulliken Lecturer. Er ist Fellow der American Physical Society. 1983 erhielt er die Medaille der International Academy of Quantum Molecular Science.
Er ist mit der Radiologin Peg Simons verheiratet. Er ist passionierter Skiläufer und Wanderer.

## Schriften
- An Introduction to Theoretical Chemistry, Cambridge University Press 2003
- mit Poul.Jørgensen: Second Quantization-Based Methods in Quantum Chemistry, Academic Press 1981
- Energetic Principles of Chemical Reactions, Jones and Bartlett Publishers, 1983
- mit Poul.Jørgensen (Hrsg.): Geometrical Derivative of Energy Surfaces and Molecular Properties, D. Reidel Publishing Company 1985
- mit J. Nichols: Quantum Mechanics in Chemistry, Oxford University Press 1997